# Wallfahrtskirche Marterle

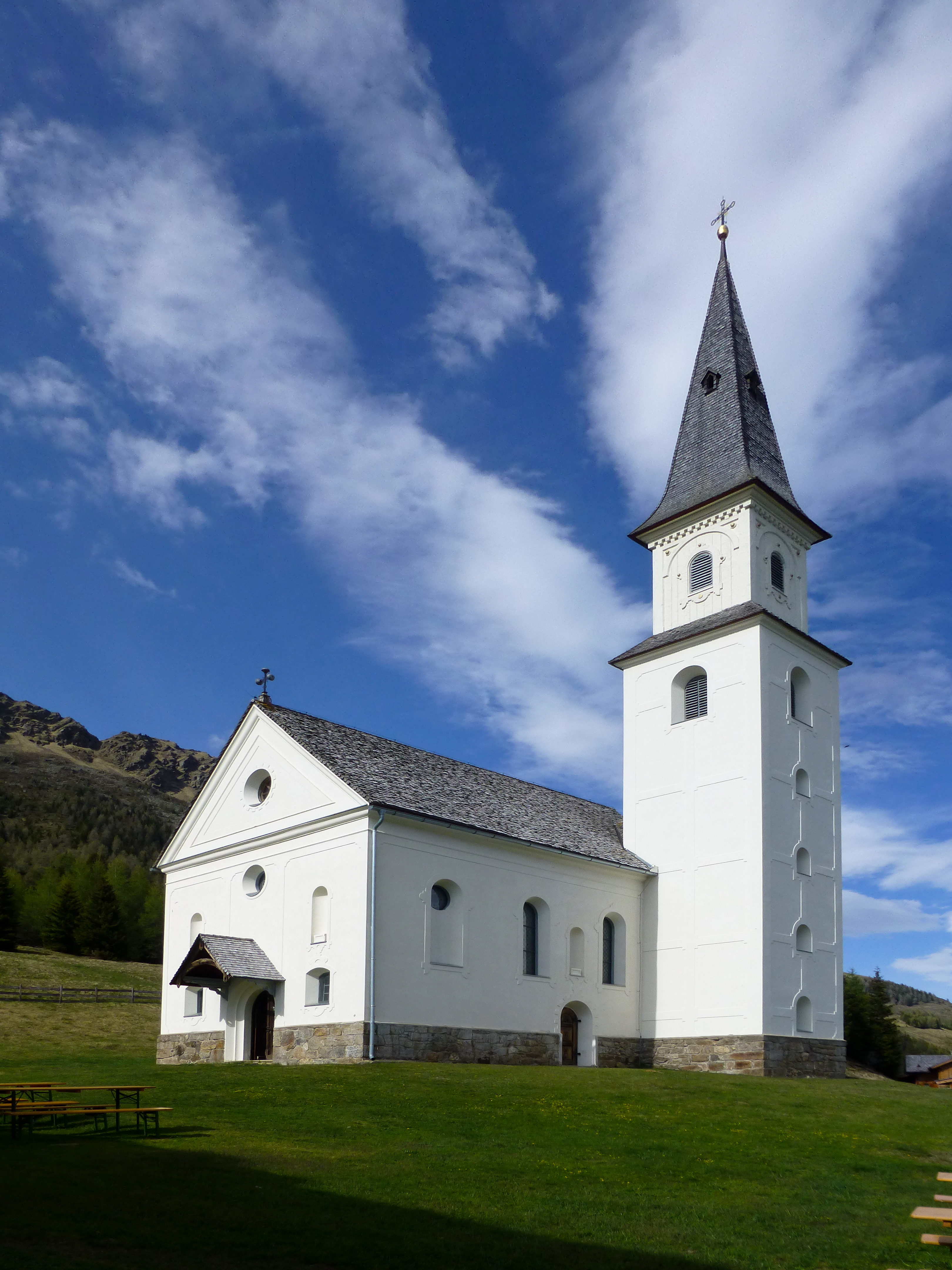
Wallfahrtskirche Marterle

Die Wallfahrtskirche Marterle steht in 1861 Meter Seehöhe bei Wenneberg in der Gemeinde Rangersdorf.

## Geschichte
An der Stelle der Kirche stand seit alters her ein aus einem Baumstamm roh gezimmertes Wetterkreuz mit einer Statue des leidenden Heilands in einer Nische unter dem Querholz. 1854 wurde die Wenneberger Alpenkapelle errichtet und 1872 die Messlizenz erteilt. Als die Kapelle baufällig geworden war, wurde 1902 der Grundstein für die heutige Kirche gelegt, die von Baumeister Christian Ebner nach Plänen von Johann Rothschopf erbaut wurde. Am 22. Juni 1906 wurde die Kirche von Fürstbischof Josef Kahn geweiht.

## Bauwerk
Die Kirche ist ein kleiner Langbau mit einer abgesetzten, außen polygonalen Apsis. Der zweigeschoßige, gemauerte Südturm wird von einem hölzernen Türmchen mit Spitzhelm bekrönt. Die Fassade wird von rundbogigen Fenstern und Portalen sowie Flachpilastern gegliedert.
Über dem dreiachsigen Kirchenschiff spannt sich eine flache Decke. Der Triumphbogen trennt das Langhaus vom Altarraum, der innen halbkreisförmigen Apsis. Josef Buchauer malte die Kirche 1905 mit Scheinarchitektur aus: die Wände mit Pilastern und Akanthusblattwerk, Kassettendecke mit Bandelwerk. Im Chorgewölbe sind Evangelistenbildnisse in Bandelwerkmedaillons abgebildet.

## Einrichtung
Die neobarocke Ausstattung wurde 1905 von Johann Rothschopf angefertigt, die Figuren an den Altären von Grödener Schnitzern. Mittelpunkt des Hauptaltars ist eine Kopie des „Martele Christus“, flankiert von den heiligen Wendelin und Isidor. Die beiden Seitenaltäre sind Antonius von Padua und Maria Lourdes geweiht. Die Kreuzwegbilder wurden 1905 von Josef Buchauer gemalt. Unter dem Chor wurde der Altar aus der ehemaligen Alpenkapelle mit dem Gnadenbild des leidenden Heilands aufgestellt.
Eine Glocke stammt aus dem 13. Jahrhundert.